# Fannia xuei
Fannia xuei är en tvåvingeart som beskrevs av Wang 2006. Fannia xuei ingår i släktet Fannia och familjen takdansflugor. Inga underarter finns listade i Catalogue of Life.